# 885
سنة 885 كانت سنة بسيطة تبدأ يوم الجمعة (سوف يظهر الرابط التقويم الكامل للعام) حسب التقويم اليولياني.

## أحداث
- الفايكينغ يحاصرون باريس.
- أقدم ذكر لمدينة باكو في أذربيجان.

## مواليد
- ابن نجيد السلمي
- تودا النافارية

## وفيات
- أحمد بن حنبل